# Kowboje z Krowigrodu
Kowboje z Krowigrodu (ang. Wild West C.O.W.-Boys of Moo Mesa) – amerykański serial animowany. Pomysł artysty komiksowego Ryana Browna. Producentem był Greengrass Productions. Wyprodukowano dwadzieścia sześć odcinków. Pierwsza emisja trwała w latach 1992–1994.

## Fabuła
Bohaterami są zwierzęta naturalnie występujące dziko na Amerykańskim Zachodzie oraz hodowlane. Głównie krowy i byki. W późnych latach XIX wieku spadła kometa zmieniająca część zwierząt w półludzi. Większość pozostała sobą. Krajobraz odizolowała od reszty świata tworząc płaskowyż bez wyjścia. Żyją w mieście Krowigród, który ma dwóch szeryfów. Charakterystyczne jest, że co niektóre postaci używają rewolwerów strzelających pociskami kojarzącymi się z ich zawodem lub wyglądem (m.in. pioruny, kotwice, fasola, nietoperze, błyskawice, kości). W saloonach zamiast piwa jest rumianek. Kowboje zajmują się normalną hodowlą bydła i nie widzą w tym nic niezwykłego.

## Emisja w Polsce
Pierwsza połowa 1998 roku w paśmie wspólnym tv lokalnych (TVP Regionalna).
- Opracowanie: Telewizja Polska S.A. oddział w Szczecinie
- Tekst polski: Remigiusz Ptasznik
- Czytał: Stanisław Heropolitański

## Postacie
- Szeryf Mumontana – często cytujący Mądrą Księgę Prerii (Cow Saying) byk o złotym futrze. Jego bronią są złote pistolety strzelające gwiazdami szeryfa. Używa ich głównie do niszczenia sprzętu poprzez rykoszet lub wytrącania cudzej broni.
- Dakota – zastępca szeryfa. Byk o niebieskim futrze. Bardzo silny, ale brawurowy. Wpada w furię, gdy nieokazywany jest w jego obecności szacunek do kobiet.
- Krowolado Kid – młody policjant na stażu. Mistrz lassa. Jest czarnobiały.
- Lily Bovine – właścicielka saloonu oraz sekretnego przepisu na rumianek. Miłość Mumontany.
- Kate Cudste – farmerka zarządzająca kopalnią złota swojego ojca, emerytowanego pułkownika, który siedem lat wcześniej wyjechał badać prerię. Posługuje się lassem lepiej niż Krowolado. Miłość Dakoty. Ma silny i niezależny charakter.
- Cody Calf – mały cielak, prawdopodobnie sierota wychowany przez Lily. Często wpakowuje się w kłopoty.
- Terrorbyk – drugi szeryf. Byk o czerwonym futrze. Prywatnie rabuś o pseudonimie Byk w Masce.
- Szachraj – stary, nieudolny kondor, zastępca Terrorbyka.
- Saddle Sore – czerwony, nieudolny skorpion, zastępca Terrorbyka.
- Burmistrz Bykowski – wybrany aż na dziesięć kadencji przez sfałszowane wybory. Rabujący obywateli prawem podatkowym lub innymi kruczkami prawnymi. Jest jedynym politykiem, a także sędzią i właścicielem banku. Współpracuje z Terrorbykiem, którego chroni.

## Głosów użyczyli
- Pat Fraley – Mumontana
- Jim Cummings – Dakota
- Jeff Bennett – Krowolado
- Charity James – Lily Bovine
- Kay Lenz – Kate Cudste
- Troy Davidson – Cody Calf
- Joe Piscopo – Terrorbyk
- Michael Greer – Burmistrz Bykowski
- Danny Mann – kondor Szachraj
- Jim Cummings – Saddle Sore

## Spis odcinków
| N/o            | Polski tytuł                         | Angielski tytuł               |
| -------------- | ------------------------------------ | ----------------------------- |
|                |                                      |                               |
| SERIA PIERWSZA |                                      |                               |
|                |                                      |                               |
| 01             |                                      | Another Fine Mesa             |
|                |                                      |                               |
| 02             | Owca skarbonka                       | A Sheepful of Dollars         |
|                |                                      |                               |
| 03             | Wąż w krowiej skórze                 | A Snake in Cow's Clothing     |
|                |                                      |                               |
| 04             |                                      | Bang'em High                  |
|                |                                      |                               |
| 05             |                                      | Bulls of a Feather            |
|                |                                      |                               |
| 06             | Tańczący z bykami                    | Dances with Bulls             |
|                |                                      |                               |
| 07             | Strażnik kopalni                     | Legend of Skull Duggery       |
|                |                                      |                               |
| 08             |                                      | School Days                   |
|                |                                      |                               |
| 09             | Pojedynek na rzece                   | Stolen on the River           |
|                |                                      |                               |
| 10             | Wielki piknik                        | The Big Cow Wow               |
|                |                                      |                               |
| 11             | Byki się żenią                       | Wedding Bull Blues            |
|                |                                      |                               |
| 12             | Najszybszy rumak na Dzikim Zachodzie | The Fastest Filly in the West |
|                |                                      |                               |
| 13             |                                      | Thoroughly Moodern Lily       |
|                |                                      |                               |
| SERIA DRUGA    |                                      |                               |
|                |                                      |                               |
| 14             | Billy żartowniś                      | Billy the Kidder              |
|                |                                      |                               |
| 15             |                                      | Boom Town or Bust             |
|                |                                      |                               |
| 16             | Ale cyrk                             | Circus Daze                   |
|                |                                      |                               |
| 17             | Piraci z bagien                      | Cow Pirates of Swampy Cove    |
|                |                                      |                               |
| 18             | Jak zmniejszono Dziki Zachód         | How the West was Shrunk       |
|                |                                      |                               |
| 19             |                                      | Night of the Cowgoyle         |
|                |                                      |                               |
| 20             | Nic do ukrycia                       | No Face to Hide               |
|                |                                      |                               |
| 21             | Tak nie traktuje się dam             | No Way to Treat a Lady        |
|                |                                      |                               |
| 22             |                                      | Skull Duggery Rides Again     |
|                |                                      |                               |
| 23             | Gaduła Kid                           | The Cacklin Kid               |
|                |                                      |                               |
| 24             |                                      | The Down Under Gang           |
|                |                                      |                               |
| 25             | Susza                                | Wetward, Whoa                 |
|                |                                      |                               |
| 26             | Kodi wynalazca                       | The Wild Wild Pest            |
|                |                                      |                               |